# Леонид Шамкович
Леонид Александрович Шамкович е международен гросмайстор и автор на шахматна литература.

## Биография
Роден е в еврейско семейство в Ростов на Дон, Русия. Става гросмайстор през 1965 г. и печели няколко турнира, с най-добър резултат в Сочи през 1967 г., където поделя първо място с Николай Крогиус, Владимир Симагин, Борис Спаски и Александър Зайцев. Други забележителни резултати са поделено трето място на първенството на Москва през 1962 г. (зад Юрий Авербах и Евгени Васюков) и трето място в Марианске Лазне през 1965 г. (зад Паул Керес и Властимил Хорт).
Шамкович напуска Съветския съюз през 1975 г., премествайки се първо в Израел, после в Канада и накрая се установява в САЩ. Спечелва Откритото първенство на Канада през 1975 г. Продължава да се състезава през 90-те години на 20 век и написва няколко книги на шахматна тематика.
Аристократичното му държание и начина, по който говори, му спечелват прякора „Принца“.
Шамкович умира на 22 април 2005 г. в дома си в Бруклин, след усложнения около болестта на Паркинсон и рака, които има.

## Избрана библиография
- 1976 – „Chess sacrifices“
- 1984 – „Play the Tarrasch“
- 1986 – „Spanish gambits“
- 1990 – „Kasparov’s opening repertoire“
- 1997 – „A new era. How Garry Kasparov changed the world of chess“
- 1999 – „World champion tactics“